# Siliștea (Raciu), Dâmbovița
Siliștea este un sat în comuna Raciu din județul Dâmbovița, Muntenia, România.